# 魯鐸 (弘治順天進士)
魯鐸（1469年—？），字文振，直隸永平府撫寧縣人，軍籍，明朝政治人物。

## 生平
弘治十一年（1498年）戊午科順天府鄉試第八十六名舉人。弘治十五年（1502年）中式壬戌科會試第四十名，三甲第十五名進士。历官大理寺右评事，正德二年（1507年）十月贬河内县丞，擢岳州府推官，累升刑部署员外郎，十一年六月升山东按察司佥事。

## 家族
曾祖魯資；祖父魯敬，稅課司大使；父魯海，母邢氏。具庆下。弟鲁钧。